# Martha Sharp
Pour les articles homonymes, voir Sharp.
Martha Dickie Sharp, née le 24 avril 1905, morte le 6 décembre 1999, est une Américaine reconnue Juste parmi les nations pour son action en faveur des Juifs pendant la Seconde Guerre mondiale.
Travailleuse sociale, elle étudie puis travaille au Hull House de Chicago. Elle épouse Waitstill Sharp, qui est ordonné ministre dans l'unitariste ; elle seconde son mari en s'occupant des organisations des jeunes et des œuvres sociales.
Ils sont tous deux volontaires pour partir en Tchécoslovaquie lorsque ce pays est en partie cédé à l'Allemagne. À Prague, ils s'occupent des réfugiés et les aident à quitter le pays. Martha Sharp organise sur place un programme de secours, et emmène 35 réfugiés, dont beaucoup de Juifs, en Grande-Bretagne. Elle y envoie aussi un convoi d'enfants. Lorsqu'elle est menacée d'arrestation, elle part à Lisbonne avec son mari.
À Lisbonne, puis à Marseille et dans la région de Pau, elle s'occupe encore des réfugiés, aide des soldats à quitter la France, veille à l'alimentation en lait des enfants. Elle organise et accompagne l'émigration de vingt-neuf enfants, dont neuf enfants juifs, et neuf adultes, jusqu'aux États-Unis. L'organisation qu'elle met en place permettra l'émigration de centaines d'autres enfants vers les États-Unis. Elle fonde ensuite une association d'aide à l'émigration des jeunes orphelins juifs vers la Palestine. Après la guerre, elle continue à œuvrer dans le domaine humanitaire.
Elle reçoit avec son mari en 2005 la médaille des Justes, à titre posthume. Un cours et un ouvrage universitaire lui rendent hommage, ainsi qu'un film documentaire.

## Biographie

### Jeunesse, formation
Martha Ingham Dickie est née le 25 avril 1905 à Providence, dans l'État américain de Rhode Island. Elle est la fille de James Edward Ingham et d'Elizabeth Alice Whelan,. Elle est diplômée du Pembroke College.
Elle souhaite s'orienter vers le travail social et le service des autres, et continue en 1926 ses études à la Northwestern University Recreation Training School, en spécialité travail social ; elle travaille et étudie au Hull House, à Chicago, fondé par Jane Addams en 1889,,.

### Travail social, mariage
Après la fin de sa formation à Northwestern, Martha Ingham accepte le poste de directrice du travail des filles au Hull House. Elle y est responsable du travail social et doit s'occuper de quelque 500 jeunes femmes de 26 nationalités différentes. Elle aime les différents aspects de son travail, les difficultés comme les défis.
Elle épouse Waitstill Sharp en 1927, et prend un congé temporaire, pensant pouvoir ensuite reprendre son travail social. En 1928, quand son époux Waitstill Sharp s'engage dans un programme de maîtrise à la Harvard Divinity School de Cambridge, elle poursuit avec succès une maîtrise de littérature au Radcliffe College, dans la même communauté. Ils auront deux enfants, Hastings, né en 1932, et Martha, née en 1937.
Martha Sharp suit son mari Waitstill à Meadville lorsqu'il y est affecté à une petite église, après son ordination comme ministre unitariste en 1933. Elle sert comme ministre adjointe, organisant le travail des jeunes, les activités éducatives, les réunions féminines, et les soupes paroissiales. Son mari étant jugé difficile à aborder, les membres de la congrégation s'adressent souvent à elle, qui leur est toujours attentive.
Elle déménage avec son mari en 1937 pour s'installer à Wellesley, dans le Massachusetts, où il a accepté un poste à l'Église unitarienne de Wellesley Hills,.

### Aide aux réfugiés à Prague

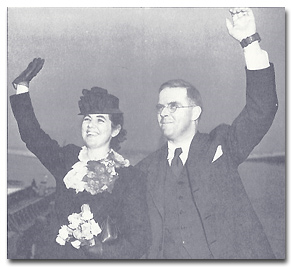
Martha et Waitstill Sharp partant pour la Tchécoslovaquie, février 1939.

Les époux Sharp créent un International Relations Club quand les événements préliminaires à la Seconde Guerre mondiale interviennent en Europe. À la suite des accords de Munich qui cèdent une partie de la Tchécoslovaquie à l'Allemagne, Martha Sharp et son mari veulent agir et partir en aide aux victimes des persécutions. L'American Unitarian Association (AUA) avance les fonds, permettant aux Sharps de partir pour Prague le 4 février 1939 comme représentants de la commission pour le service.
À la même époque, Robert Dexter, directeur du département des relations sociales de l'AUA, voyage en Europe avec Richard Wood, représentant des Quakers, pour prendre des contacts à Genève, Londres et Paris et ainsi créer un réseau de collaborateurs de renom et de personnalités politiques sympathisantes à travers l'Europe. Dexter et Wood envoient un rapport en novembre 1938, indiquant que sur les 200 000 réfugiés affluant à Prague, plus de 20 000 personnes auraient besoin d'une aide immédiate à l'émigration. Sous la direction de Dexter, un comité provisoire est constitué pour aider les réfugiés en danger, et en mai 1940 cette organisation est officiellement fondée, sous le nom d'Unitarian Service Committee (en) (USC),.
Martha Sharp et son mari sont recrutés pour travailler en Tchécoslovaquie, où il y a une importante communité d'Unitariens, dirigée par Norbert Capek. Les deux époux regrettent ensuite de laisser leurs deux jeunes enfants, âgés de deux et sept ans, mais se convainquent que leurs enfants seront bien pris en charge par les familles amies, et que leur église sera bien gérée par Everett Baker en leur absence.
Le 15 mars 1939, les Nazis envahissent Prague, mais les Sharp décident de rester et de continuer leur programme, qui est le plus important soutien privé américain d'aide aux réfugiés nécessiteux en Tchécoslovaquie. Les Sharp œuvrent à Prague en lien étroit avec les Quakers membres de l'American Friends Service Committee, pour fournir aux réfugiés les visas pour la Grande-Bretagne ou ailleurs. Martha Sharp administre un programme de secours avec les conseils d'Alice Masaryk et d'autres personnalités tchèques.
Il est arrivé à Martha Sharp d'escorter trente-cinq réfugiés, des personnalités politiques et des enfants dont les parents se sont suicidés, et de les emmener elle-même jusqu'en Grande-Bretagne ; beaucoup d'entre eux sont Juifs, ce qui augmente le danger. Comme elle était arrivée en Tchécoslovaquie avant le 15 mars 1939, son visa lui permet de retourner dans le pays après de brefs voyages à l'étranger. Elle organise aussi un convoi d'enfants vers la Grande-Bretagne, dans le cadre du plan Kindertransport, opération humanitaire britannique d'accueil de nombreux enfants principalement juifs, pour les placer dans des familles ; mais la plupart de ses actions concernent des cas individuels. À l'été 1939, la Gestapo ferme les bureaux de Martha Sharp, mais elle continue son œuvre jusqu'au mois d'août, quand elle apprend qu'elle est menacée d'arrestation. Elle rejoint alors son mari en Suisse, puis ils embarquent à Cherbourg le 30 août pour retourner aux États-Unis, quand ils apprennent l'invasion de la Pologne par l'Allemagne et le début de la Seconde Guerre mondiale.

### Actions à Lisbonne et dans le sud de la France
En mai 1940, le président de l'American Unitarian Association et le directeur de l'Unitarian Service Committee demandent aux époux Sharp d'aller en France pour y être leurs « ambassadeurs extraordinaires », ce qu'ils acceptent. Mais avant qu'ils aient pu ouvrir un bureau à Paris, la bataille de France tourne à la déroute pour la France, et Paris est envahie. Les Sharp ouvrent alors un bureau à Lisbonne où ils arrivent le 20 juin 1940 ; Lisbonne est la capitale du Portugal, pays neutre,.
À partir de leur base de Lisbonne, Martha Sharp et son mari peuvent aider un certain nombre d'enfants juifs et quelques intellectuels juifs, dont l'écrivain Lion Feuchtwanger, à quitter la France de Vichy. Martha Sharp aide également des soldats tchèques à quitter la France par voie maritime, en œuvrant pour cela avec Donald Lowrie du Young Men's Christian Association (YMCA),.

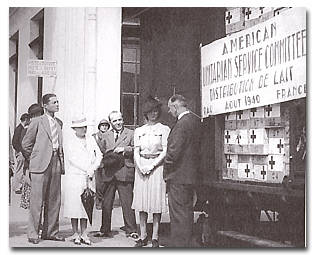
Distribution de lait organisée par Martha Sharp (2e à partir de la droite) pour les enfants en août 1940.

Laissant son mari au bureau de Lisbonne, Martha Sharp se rend à Marseille, le principal port du sud de la France, où affluent le plus grand nombre de réfugiés. Elle y crée un autre bureau de l'Unitarian Service Committee, travaillant étroitement avec le journaliste américain Varian Fry qui s'occupe aussi des réfugiés. À Marseille, elle s'occupe notamment de distribution de lait aux jeunes enfants français. Dans la région de Pau, elle recherche avec Helen Lowrie les enfants qui ont le plus besoin de lait. Le 20 août, en présence du maire de Pau, elle distribue du lait pour un mois au bénéfice de 800 enfants.
En même temps, Martha Sharp travaille à préparer un projet d'émigration d'enfants. Elle repère ceux qui en ont le plus besoin, s'occupe d'obtenir les certificats médicaux et se répand en démarches administratives, persévérant jusqu'à obtenir les autorisations des quatre pays à traverser. Parmi les enfants qu'elle prépare au voyage, figurent neuf enfants juifs. Le 26 novembre 1940, elle part de Marseille en emmenant en train vingt-neuf enfants et neuf adultes, traversant l'Espagne et atteignant Lisbonne. De là, elle s'embarque pour New York avec deux des enfants et quatre adultes, puis y accueille sur le quai le 23 décembre les autres arrivants,.
L'organisation que Martha Sharp met en place pour le voyage des enfants devient un modèle pour le US Commitee for the care of European children, pour les voyages ultérieurs. Sur ce modèle cet organisme enverra plusieurs centaines d'autres enfants vers les États-Unis, à partir de la France, de l'Espagne et du Portugal.
Le bureau de Lisbonne continue à fonctionner pendant la suite de la guerre. Elle y retournera en 1944.
Elle fonde en 1943 l'association Children to Palestine, avec le soutien de l'organisation féminine juive Hadassah Women's Zionist Organization of America. Dans ces nouvelles fonctions, elle lève des fonds pour les jeunes orphelins juifs d'Europe, pour les aider à partir vivre en Palestine. En 1944, elle retourne à Lisbonne, remplissant les fonctions de directrice adjointe pour l'Europe de l'Unitarian Service Committee. À ce poste, elle négocie avec succès la libération d'un bon nombre de réfugiés espagnols emprisonnés au Portugal.

### Après-guerre
En 1950, Martha Sharp accepte un poste au National Security Resources Board, projet de mobilisation de ressources dans l'éventualité d'une attaque soviétique. Elle démissionne lors de l'intronisation du président Eisenhower, et retourne à New York. À cette époque, ses rapports avec son mari s'étaient dégradés ; ils divorcent en 1954. En 1957, elle épouse David H. Cogan, un homme d'affaires et inventeur juif aisé. Elle se consacre alors aux causes humanitaires et caritatives, aux États-Unis et à l'étranger. Elle siège au conseil d'administration de la Hadassah, à celui des Girls Clubs of America, et pour d'autres organismes à but non lucratif. Martha Sharp meurt en 1999, âgée de 94 ans, à Providence, dans l'État de Rhode Island. Elle laisse une fille, Martha Sharp Joukowsky, professeur d'université, et un fils, Waitstill Hastings Sharp Jr,.

## Honneurs et postérité

### Médaille des Justes

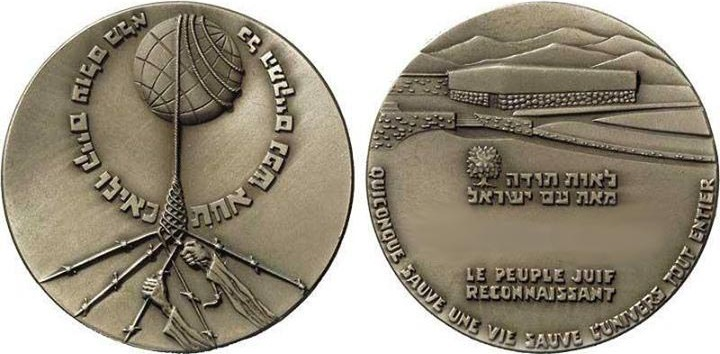
Médaille de Juste parmi les nations.

Martha Sharp et son mari Waitstill Sharp sont reconnus Justes parmi les nations le 9 septembre 2005, par l'Institut Yad Vashem. Cette distinction célèbre ceux qui ont risqué leur vie pour sauver des Juifs pendant la Shoah. L'organisme mémoriel met en relief l'aide méritoire apportée par le couple aux Juifs et aux autres personnes fuyant la fureur nazie, et leur grand courage.
Les Sharp sont les deuxième et troisième américains à recevoir cette distinction, après Varian Fry. Lors de la cérémonie de reconnaissance, c'est leur fille Martha Sharp Joukowsky, professeur d'archéologie à l'université Brown, qui reçoit la médaille des Justes en leur nom.

### Enseignement, ouvrage, film
Un programme d'enseignement comportant l'histoire de Martha et Waitstill Sharp est dispensé au United States Holocaust Memorial Museum.
Un ouvrage universitaire décrit la Seconde Guerre mondiale et l'histoire des Sharp, avec de larges informations sur le contexte de leurs actions, au milieu de celles d'autres personnalités, et de l'Unitarian Service Committee. Intitulé Rescue and Flight, l'ouvrage est écrit par Susan Elisabeth Subak, et publié en 2010.
Un film documentaire de Ken Burns, intitulé Defying the Nazis: The Sharps' War, leur est consacré. Datant de 2012, il raconte les efforts de Martha et Waitstill Sharp. Il est réalisé en collaboration entre Burns et le petit-fils des Sharp, Artemis Joukowsky III, avec le soutien de PBS,.